# 维克托·古列维奇
维克托·弗拉基米罗维奇·古列维奇（1969年5月14日—）是一名白俄罗斯高级军官，现任白俄罗斯武装部队总参谋长。

## 生平
1969年5月14日，古列维奇出生在苏联白俄罗斯苏维埃社会主义共和国明斯克州。高中毕业后，古列维奇进入莫斯科高级军事指挥学校学习，1990年毕业。古列维奇最早是在苏军驻德集群中出任一名排长，接着在外高加索军区服役。苏联解体后，他回到新独立的白俄罗斯，仍然出任一名排长，后来晋升为第103卫队空降师的团长。2002年，古列维奇从白俄罗斯军事学院指挥和参谋系毕业，之后出任各种指挥职务。2011年2月14日，古列维奇以上校军衔出任第38卫队空袭旅作战训练部部长。
2017年，古列维奇从白俄罗斯共和国武装部队总参谋部毕业，2018年，他完成了自己的博士论文的答辩。
2020年2月，白俄罗斯总统亚历山大·卢卡申科任命古列维奇为西部作战司令部司令员。6月，古列维奇被授予少将军衔。2021年3月11日，卢卡申科任命古列维奇为白俄罗斯武装部队总参谋长，接替亚历山大·沃尔福维奇。

## 家庭
古列维奇已婚，妻子维多利亚·利沃夫娜·古列维奇（Виктория Львовна Гулевич）在第38卫队空袭旅出任医疗教练和信号员，两人有一个名叫谢尔盖（Сергей）的儿子和一个名叫安娜（Анна）的女儿。